# 泉佐野インターチェンジ
泉佐野インターチェンジ（いずみさのインターチェンジ）は、大阪府泉佐野市にある関西空港自動車道上のインターチェンジである。阪和自動車道方面への出入口のみのハーフインターチェンジであるため、このICから関西空港に渡ることやその逆は出来ない。また、ここで降りないと別料金の関西国際空港連絡橋（スカイゲートブリッジR）か阪神高速4号湾岸線（貝塚出入口まで出られない）に行くしかない。りんくうタウン最寄りのICの一つ。
このICに料金所は存在せず、上之郷IC直近の本線上にある泉佐野本線料金所で精算を行うことになる。

## 道路
- E71 関西空港自動車道（2番）

## 接続する道路
- 国道481号
- 国道26号

## 周辺
- りんくうタウン
- りんくうゲートタワービル
- りんくうプレミアムアウトレット
- りんくうプレジャータウンSEACLE

## 隣
E71 関西空港自動車道
(18) 泉佐野JCT - (1) 上之郷IC/泉佐野TB - (2) 泉佐野IC - (3) りんくうJCT